# Bodil
Die Bodil (Bodilprisen) ist der älteste dänische Filmpreis. Sie wird seit 1948 jährlich in einer großen Gala in Kopenhagen vergeben, vor allem an dänische Produktionen.
Im Gegensatz zu dem von der dänischen Filmakademie ausgerichteten Robert-Filmfestival wird sie vom Verband der Filmkritiker verliehen.
Der Filmpreis wurde in der Nachkriegszeit eingeführt, um der aufstrebenden dänischen Filmindustrie europaweite Aufmerksamkeit zu verschaffen. Erstmals wurde die Bodil am 29. April 1948 im Kopenhagener Nobelrestaurant Ambassadeur vergeben. Benannt ist die Auszeichnung nach der Schauspielerin und Regisseurin Bodil Ipsen und der Schauspielerin Bodil Kjer.

## Kategorien
Auszeichnungen werden in den folgenden acht Hauptkategorien vergeben:
| Kategorie                        | Originalbezeichnung          | verliehen seit |
| -------------------------------- | ---------------------------- | -------------- |
| Bester dänischer Film            | Bedste danske film           | 1948           |
| Bester Hauptdarsteller           | Bedste mandlige hovedrolle   | 1948           |
| Beste Hauptdarstellerin          | Bedste kvindelige hovedrolle | 1948           |
| Bester Nebendarsteller           | Bedste mandlige birolle      | 1948           |
| Beste Nebendarstellerin          | Bedste kvindelige birolle    | 1948           |
| Bester amerikanischer Film       | Bedste amerikanske film      | 1948           |
| Bester nicht-amerikanischer Film | Bedste ikke-amerikanske film | 1948           |
| Bester Dokumentar-/Kurzfilm      | Bedste dokumentar/kortfilm   | 1948           |

Neben den genannten Auszeichnungen gibt es auch drei in unregelmäßigen Abständen verliehene Preise – den Johan Ankerstjernes Fotografpris (benannt nach dem dänischen Kameramann Johan Ankerstjerne) für herausragende Kameraarbeit, den Sonderpreis Bodil særpriser für besondere Leistungen in sonstigen filmischen Bereichen und den Ehrenpreis Årets Sær für das Lebenswerk. Weiterhin werden noch als externe zusätzliche Preise seit 2012 der
Henning-Bahs-Preis für das beste Szenenbild und ab 2015 für das beste Drehbuch der Danske Dramatikere: Bedste filmmanuskript vergeben.